# Friedhof Schwaförden
Der Friedhof Schwaförden liegt in Schwaförden, einer Gemeinde im niedersächsischen Landkreis Diepholz. Es ist der Begräbnisplatz für die Verstorbenen aus Schwaförden und Umgebung.

## Beschreibung
Der etwa 105 Meter lange und maximal etwa 80 Meter breite Friedhof liegt am westlich verlaufenden Kapellenweg, nördlich der Dorfstraße 24 (= Kreisstraße K 11) und der evangelischen Kirche. Auf dem Friedhof befindet sich die Friedhofskapelle. 